# 도고 시게노리
도고 시게노리(일본어: 東郷 茂徳, とうごう しげのり, 1882년 12월 10일 ~ 1950년 7월 23일)는 일본 제국의 외교관이자 정치인으로, 태평양 전쟁 당시 외무 대신이었다. A급 전범 중 유일한 조선계 일본인이다.
조선인 혈통이라는 핸디캡에도 불구하고 독일 대사, 소련 대사를 거쳐 외무대신을 두 번 지냈다. 제1차 세계 대전 직전 정한론을 주장하였고, 1943년의 포츠담 회담 때는 천황 히로히토에게 회담 내용을 수용할 것을 건의하기도 했다. 태평양 전쟁 패전 후 전범으로 옥살이를 하던 중 병사했다.

## 생애

### 초기 이력
일본의 역사가 하기하라 노부토시(萩原延壽)의 기록에 따르면 도고 시게노리는 1882년 12월 10일 사쓰마번 나에시로가와촌(苗代川村)에서 조선계 일본인인 박수승(朴壽勝)과 역시 조선계 일본인인 박토메 사이에서 태어났다. 도고 시게노리는 임진왜란 당시 시마즈 요시히로(島津義弘)의 부대에 연행되어 일본에 끌려온 도공 박평의의 후예이다. 이들은 사쓰마 번 (현재 가고시마현)의 나에시로가와(苗代川)에 정착하여 대대로 도자기업에 종사했으며, 조선인의 정체성을 잃지 않고, 에도 막부 말기까지 조선어를 사용했다고 한다. 도고 시게노리의 아버지 박수승(朴壽勝)은 가업을 산업화하여 도자기를 외국에 수출하는 등 사업가로도 성공했다.
어머니 박토메는 조선계 일본인으로 임진왜란 때 끌려온 도공 박씨의 후손이지만 독일인의 피가 섞인 혼혈인이었다.

### 소년기
부친 박수승 대까지 도자기 노예 후예로서 모진 삶을 이어갔다. 그런데 메이지 유신으로 차별이 심화됐다. 이후 박수승은 1885년 (明治18) 나에시로가와 마을주민 339명이 신청한 2차 사족편입신청원이 받아들여지지 않자, 사무라이 집안인 도고(東郷)씨의 호적을 구입하여 이름을 일본식으로 바꾸었다. 도고 시게노리는 1889년 시모이슈인 촌립심상(下伊集院村立尋常) 소학교에 입학하였다. 시게노리는 소학교에 다니며 별도로 ‘과외 지도’도 받았다. 사숙(私塾)의 선생님에게서 독서 지도를 받았다. 선생님이 책을 큰 소리로 읽게 하거나 책의 내용을 파악했는지 질문하는 식이었다. 시게노리는 이 시절 공자의 논어(論語) 등도 과외로 배웠다. 그의 외조카딸인 야마구치 도시는 후일 '대단한 공부벌레였다고, 옷자락이 닳도록 책상 앞에만 앉아 책을 넘기는 소년이었다고 어머니가 늘 말씀했어요.'라 회고하기도 했다.
비슷한 처지의 동급생으로 농부 아들인 사키모토 요시오가 있었다. 그는 자라서 의사가 되었다. 요시오의 아들인 유키오는 아버지가 다음과 같이 말하곤 했다고 전한다.
| “ | 시게노리와 특히 친하게 지낸 것은 어떤 동류의식이 있었기 때문이다. 사족의 자제들에 대한 대항의식이랄까, 저항감이 있었고 그 반동으로 우리 둘은 공부에만 매달렸다. 사족 아이들은 우리가 공부하는 것조차 싫어하고 이지메를 했으므로 우리는 데루구니(照國) 신사 경내같이 조용한 데 가서 예습과 복습에 열을 올렸다. | ” |

사키모토 요시오가 아들 유키오에게 전한 바에 따르면, 시게노리는 포켓용 영어사전을 늘 주머니에 넣어 다니며 단어를 외웠다고 한다. 한 페이지를 전부 암기했다 싶으면 그 페이지를 찢어 삼키는 식이었다.

### 청소년기
비가 갑자기 억수같이 퍼붓던 어느 날, 소학교 학생 시게노리가 뛰지도 않고 천천히 빗속을 걷고 있었다. 처마 밑에서 비를 피하던 동네 어른들이 안타까워 빨리 뛰라고 소리를 쳤다. 그러나 시게노리는 천천히 걸으며 대답했다. '아니, 앞에도 오는 걸요.' 뛰더라도 앞에 비는 앞에 내린다며 그는 천연덕스럽게 걸어갔다 한다. 그러나 그는 자신이 조선인의 혈통이란 것에 무척 고민했는데 이는 그에게 콤플렉스로 작용하게 된다.
일본인 동급생들에게 따돌림을 당하던 시게노리의 유일한 친구는 농부의 자제인 사키모토뿐이었다. 항상 과묵했고 농담 한마디 한 적도 없었다. 필요한 것 외에는 말하지 않았다.
도고는 제7 고등학교조사관(현재 가고시마 대학)을 거쳐, 도쿄 제국 대학의 독문과에 진학하였다. 아버지 수승의 희망과는 전혀 다른 선택이었다. 아버지는 자신이 현의회 의원을 꿈꾼 적도 있었기 때문에 수재인 아들이 법과대를 나와 내무성 관리를 하고 지사(知事)라도 지냈으면 하는 바람이 있었다. 아들과 후손을 출세시키고자 돈으로 성까지 사고 사족으로 끼어들어갔던 것이다. 아들 시게노리는 아버지 수승의 꿈을 알고 있었기에 한동안 독문과 진학 사실을 알리지 않았다고 한다.

### 대학 재학 시절
아버지의 기대와는 상관없이 택한 독문과였으나 선택 후 학교생활은 순탄치 않았고, 주임교수와 호흡이 맞지 않았다. 주임은 독일 문헌을 중심으로 가르치고 발표형식은 회화체를 강조했다. 시게노리는 독일어 답변에 능하지도 못했고, 원래의 꿈이 문학이었으므로 훈고학(訓詁學)에 매달리는 주임의 방식은 그의 학습 스타일과 맞지 않아 수업 성적은 안좋았다.
그래서 강의 내용도 이해되지 않았고 결국 수업에는 거의 나타나지 않았으며 그저 도서관에 틀어박혀 책을 읽었다. 그럭저럭 독문과를 졸업했으나 성적은 동급생 6명 가운데 꼴찌. 병으로 공부를 제대로 못하기도 했고 그나마 다른 이들보다 한해 늦게 졸업했는데 그로서는 처음 겪는 굴욕이었다. 게다가 하숙집에 불이 나 책이란 책은 모두 불에 타버리는 사건을 겪는다. 원래는 도쿄대 독문과 교수, 문예평론, 그리고 독일어 소설 쓰기가 꿈이었으나 이 사건을 계기로 꿈을 버리고 만다.
1912년 外交官及領事官試験에 3회 도전끝에 합격하였다. 아버지 수승은 상당히 기뻐했다 한다. 비록 내무관료의 길은 아닐지라도 그야말로 신분과 팔자를 바꾸는 큰일을 해낸 아들이 자랑스러웠다. 그래서 마을사람들을 불러 일주일간이나 연회를 베풀었다. 아버지 수승은 67세가 되던 1921년 가마를 친족인 오사코 히데토모에게 맡기고 가고시마로 이사한다.

### 외교관 생활

#### 외교관 생활 초기
외무성에 임용되었으나 바로 신장염에 걸리는 바람에 병원에 입원, 대기발령조치 되었다가 정무국과 통상국에서 7개월간 근무하였다. 당시는 공문서를 모두 붓으로 쓰던 시절이었다. 시게노리는 한문, 중국어, 영어, 라틴어, 독일어 등에 두루 능했으며 특히 고전을 배워 한문 실력이 대단하였다. 재직 초기 그는 '한자 구사나 필력에서 뛰어나고 문제를 파악해 대응하는 능력이 예리하다'는 평을 듣기도 했다. 고집이 세지 않고 과묵하였으므로 오히려 고위직 상사들이 그를 편하게 생각해 늘 불러다 일을 시켰다. 그러나 그는 불평불만 하나 드러내지 않았다.
임관 동기생인 기타다 마사모토(北田正元)는 훗날 회고에서 '서구적인 사상을 갖고 있으면서도 동양적인 인격수양, 유교적인 단련도 되어 있는, 거기에 문학적인 소양까지 갖춘 친구였다'고 한다. 1913년 중국의 선양(瀋陽) 총영사관 영사관보(補)로 발령되었다. 이어 스위스 3등 서기관을 거쳐 1919년 베를린영사관으로 부임하였다.

#### 독일 근무
1919년부터 1921년까지 베를린주재 외교관으로 일하였다. 이때 건축가 게오르그 데 랄란데의 과부였던 에디타 데 랄란데를 만나 귀국 후 1922년 일본에서 결혼하였다. 아이가 다섯 있던 그녀의 사별한 남편 게오르그는 조선총독부 건물을 기본 설계한 건축기사다.
그는 일찍부터 조선인의 피가 흐르는 것을 무척 고민하였고 일본인의 차별 대우와 사귀던 여성들과 결혼하려 할 때 일본인 부모의 심한 반대에 부딛쳐 좌절됐다. 결국 일본인과 결혼하기 힘들어 불혹의 나이에 독일인 과부 에디타와 결혼, 딸 하나를 얻었다. 그리고 딸이 성장하자 사위를 서양자(壻養子)로 삼아 도고 후미히코(東鄕文彦)라 하고 자신의 호적에 입적시킨다.

#### 주 독일 대사
1923년 구미국(歐美局) 제1과장으로 부임했다가 다시 주독일주재 일본대사관으로 되돌아왔다. 1926년 다시 워싱턴 총영사관으로 부임 1등서기관으로 있다가 1929년에는 독일주재대사관의 참사관으로 되돌아왔다. 1933년 일본 외무성 구미국장을 거쳐 유럽아프리카국장이 되었다가 1937년 독일 대사가 되어 다시 독일 대사관으로 갔다.
이후 1937년-1938년까지 대사로 부임하여 독일에서 다시 근무했다. 이때 독일에서는 나치가 집권하고 있었다. 도고는 나치를 싫어했고, 나치 독일과의 동맹에 소극적이었기 때문에, 독일과 동맹을 맺고 싶어하는 육군과 마찰을 빚어 독일 대사에서 경질되었다.

#### 주 소련 대사
1938년 도고는 소련 대사로 부임하였다. 당시 일본 제국은 나치 독일, 이탈리아 왕국과 함께 방공 협정을 맺고 있었기 때문에 소련과 관계가 극히 나빴다. 도고는 당시 소련 외상이었던 몰로토프을 상대로, 소련-일본 어업협정을 맺고, 일본군과 소련군이 충돌한 노몬한 사건의 정전협상을 맺었다. 또한 소련-일본 불가침조약의 협상을 개시하였다. 여기서 소련의 중국국민당 지원을 중단하는 대신, 일본이 사할린의 권익을 포기하는 것을 협상 대상으로 삼아 거의 타결 직전까지 갔다.
그러나 당시 제2차 고노에 내각이 들어서고 외상이 된 마쓰오카 요스케(松岡洋右)가 이를 반대하여 도고에게 귀환명령을 내렸다. 마쓰오카는 몰래 도고에게 자진 사퇴를 권했으나, 도고는 역으로 정식으로 징계 절차를 밟아달라고 하면서 이를 거부하였다.이후 마쓰오카가 주도하여 소련-일본 불가침조약과 독-이-일 삼국동맹도 맺어졌다.

### 생애 후반

#### 외무 대신
1941년 도고는 도조 히데키(東條英機) 내각에 외무대신으로 입각하였고, 미국과의 전쟁을 피하려고 노력했다. 그리하여 점령지에서의 철병을 기초로 한 협상안을 마련했으나, 군부의 강한 반대와 미국측의 강경한 태도로 이는 무산되었다. 이후 진주만 공격을 시작으로 태평양 전쟁은 개시되었다. 이때 도고와 해군 수뇌부는 공격전에 선전포고를 미국측에 전달하려는 계획을 세웠으나, 주미 일본 대사관에서 공격 이후에야 선전포고를 전달했고, 이것은 도고가 극동 국제 군사 재판에서 기소되는 이유가 되었다.
도고는 개전 후에도 외상 자리에 남아 조기 강화를 모색하였으나, 외무성과 기능이 중복되는 대동아성(大東亞省)을 설치하려던 수상인 도조와 마찰을 빚어 사임하였다.

#### 종전 교섭
1944년 사이판이 함락되어 패색이 짙어지자, 도고는 각국의 패전사를 연구하면서 천황제를 유지하는 조건의 항복을 모색했다. 그리하여 태평양 전쟁에서 중립국이었던 소련의 중재로 연합국과 협상을 하려고 했다.
1945년 오키나와가 함락된 이후, 스즈키 간타로(鈴木貫太郎) 내각이 성립하자 그해 4월 9일 그는 다시 외상에 취임하였다. 이미 패전 선언은 예정되어 있었고 그는 취임을 거절했으나 스즈키 간타로의 계속된 부탁을 이기지 못했다. 수상 스즈키는 전쟁 종결처리야말로 도고 밖에 할 수 없는 일이라고 판단했다.
그러나 그해 7월말 연합국은 베를린 교외 포츠담에서 미국 영국 소련 3국 정상이 모여 일본의 무조건 항복을 요구하는 포츠담 선언을 발표했고, 일본은 이를 "무시"한다는 입장을 밝혔다. 그러자 미국은 히로시마와 나가사키에 원자폭탄을 투하했고, 이어 소련이 태평양 전쟁이 참전하여 일본에 큰 충격을 주었다.
결국 도고는 포츠담 선언의 수락을 주장하였고, 군부는 이에 강력히 반발했으나, 스즈키 간타로 수상과 쇼와 천황은 이를 받아들여 일본은 항복하게 되었다.

#### 패전 직전
1945년 8월 6일 히로시마에 더글러스 맥아더의 명으로 신형 원자폭탄이 투하되어 30만명이 사망했다. 일본 군부에서는 강경론이 대두되었고 그는 사태를 지켜보자며 군부를 만류하였다. 8월 8일 소련이 연합국에 가담해 참전을 선언한다. 이미 전황은 기울었고 독일마저 항복해버린 터라 일본의 항복은 말 그대로 시간 문제였다. 소련이 참전을 선언했다는 정보를 접한 도고 시게노리는 8월 9일 최고전쟁지도회의 석상에서 '신속히 전쟁 종결을 단행해야 한다. 포츠담선언을 즉시 수락하자'며 군부 지도자들 앞에서 항복을 주장했다. 분노한 군부 지도자들은 즉각 반론을 펼쳤고 장내는 소란해졌는데, '철저 항전'을 외쳐온 강경파의 선두 육군대신 아나미 고레치가가 즉각 반론을 편다.
| “ | 장래에 대한 확실한 낙관이 서지 않은 상태에서 항복한다면, 야마토(大和) 민족은 정신적으로 죽는 것과 마찬가지다! | ” |

군부 인사들은 전부 강경론을 주장했지만 그는 홀로 항복을 주장했고 계속된 논쟁 끝에 히로시마와 나가사키에 피해가 심각해짐으로서 일단 항복을 전제로 회의를 하기로 했다. 해군대신 요나이 미쓰마사가 '그렇다면 무조건 항복인지 조건을 달아 항복할 것인지를 정하자'고 묻자 도고는 천황을 지키고 천황제를 유지하기 위해서라도 항복하자고 주장했다. 또한 “국체호지 하나만 남기고 다 버려야 한다”고 하였다. 기세등등한 연합국이 일본의 제안을 받아들이게 하기 위해서는 천황제 유지 하나만 주장해야 한다는 판단이었다.
육군대신 아나미와 참모총장 우메즈 요시지로, 군사령총장 도요다 소에무가 “철저 항전”을 주장하며 고래고래 소리를 지르는 바람에 회의 분위기는 강경파가 주도했다. 천황제 유지는 물론 ‘전장에 있는 일본군의 자주적 철수’ ‘전쟁 책임자를 일본이 처리하는 것’까지 연합국에 요구하자는 다(多)조건 항복론이 대세를 이룬다. 도고의 일(一)조건 항복론은 소수로 몰렸다. 이 논의는 8월9일 오후 임시 각료회의에 넘겨졌으나 결국 회의는 결렬되고 만다.
그 무렵 천황을 움직이던 측근 기도 고이치 궁내대신은 수상을 지낸 고노에 후미마로 등이 다조건 항복론에도 회의적인 점을 파악, 천황제 유지를 미국이 들어주겠냐는 것이었다. 이어 국제 정세에 밝고 수상과 외무대신을 경험한 시게미쓰 마모루가 중요한 조언을 해줬다. 그날 8월 9일 나가사키에 두 번째 원자폭탄이 떨어져 15만명이 넘는 사상자가 발생했다.
그는 '이제는 미쳐 날뛰는 군부를 누를 수 있는 힘은 정부 내각에 없다. 천황 폐하가 직접 결단을 내리는 것으로 일을 마무리할 수밖에 없다.'며 천황 히로히토에게 성단(聖斷)에 의한 항복을 주장했다. 그러자 그를 규탄하는 우익 인사들의 항의가 계속되었고 그가 매국노라는 성토 시위도 발생했다. 그날 저녁 11시 50분부터 천황 앞에서 어전회의가 열렸다. 회의는 '천황의 항복이 아닌 어디까지나 스즈키 수상이 도고 외상의 '천황제 유지라는 조건부 항복'을 제안하고 천황이 그것을 받아들이는 형태'로 결정되었다.

### 패전과 전범 재판
도고는 차기 히가시쿠니노미야 나루히코(東久邇宮稔彦王) 내각에서도 외상으로 유임할 것을 요청받았으나, 고사하였다. 1946년 5월 1일 도쿄 스가모 구치소에 전범 혐의로 구속되어 "진주만 공격 전야에 연합국을 기만하기 위해 거짓협상을 벌였다"는 혐의로 집중조사를 받았다.
다음 해부터 열린 전범재판에서 도고는 "국장시절부터 전쟁 모의에 참여하고, 외교 교섭을 통해 전쟁 개시를 돕는 기만 공작을 했으며, 개전 후에도 자리에서 전쟁 수행에 힘썼다."고 유죄 판결을 받고 20년 금고형을 받았다. 도고는 후에 "패전국에 대한 승전국의 재판"을 강하게 비판하였다.
도고는 감옥에서 《시대의 일면》(時代の一面)이라고 이름붙은 회고록을 집필하던 중 7월 23일 스가모 구치소에서 병사하였다.

### 사후
사후 도쿄 아오야마 묘지에 안장되었다. 시게노리는 사후 야스쿠니 신사에 합사됐고, 무덤은 도쿄 시내 아오야마 묘지에 있다.

## 저서
- 《시대의 일면》(時代の一面)(미완)

## 가족
그의 아버지 박수승의 세대에까지 박씨 성을 사용하였고, 그는 성을 박씨에서 도고씨로 개성(改姓)하였다. 이후 독일 여성과 혼인 후, 딸 하나를 얻어 데릴사위를 들여 도고 후미히코(東鄕文彦)로 자신의 호적에 입적시킨다.
- 할아버지 : 박이구(朴伊駒)
- 아버지 : 박수승(朴壽勝, 1855년 - 1936년)
- 어머니 : 박토메(1859년 - )
  - 누나 :
    - 외조카딸 : 야마구치 도시
- 처 : 에티타 데 랄란데
  - 딸 : 도고 이세
  - 사위 : 도고 후미히코(東鄕文彦)
    - 손자: 도고 가즈히코(東鄕和彦)[10]

## 평가
가고시마 제1중학교 출신의 역사연구가인 하라구치 도라오 가고시마대 명예교수는 '시게노리는 그 마을 출신이기 때문에 자기의 출신 배경을 내세울 수도, 누군가에게 기댈 수도 없었다. 그래서 항상 눈을 크게 뜨고 세계를 쳐다보며, 주변의 속평에 연연해하거나 휘둘리지 않고, 다른 사람에게 교만을 떨지 않았다. 아첨도 하지 않고, 다른 이에게 위화감이나 위협을 주는 일도 없었다. 점점 스스로의 지력과 기력(氣力), 신념만을 믿는 사람으로 바뀌었다. 이렇게 보면 차별받고 서러움 당하는 가고시마의 나에시로가와 출신이라는 사실이 시게노리에게는 오히려 (대성으로 이어진) 행운이었다고 볼 수도 있다'라 평하였다.
고등학교 동기생인 기시모토 하지메(岸本肇素稼·훗날 해군중장)은 '한 반에서 시게노리는 인격이나 인품 면에서 단연 빛나는 존재였다.'고 평하였다.

## 기타
- 어머니 박토메는 언제 누가 와서 무슨 소리를 하고 갔는지 죄다 기억했다고 한다. 남편이 물으면 “그때는 이랬고 저랬다”고 확실하게 대답해주었다. 돈 거래에 관해서도 아주 작은 액수까지 완벽하게 기억하고 처리해 박수승 도자기방의 회계 겸 기록 담당이었다. 시집올 때까지만 해도 읽고 쓸 줄 몰랐지만 타고난 지력(知力)과 노력으로 글을 배우고 깨친 터였다.[5]

- 도고 시게노리보다 3년 전에 누나가 태어났다. 조선 혈통과 전통을 이어가는 고루한 박씨 집안의 첫아이가 사내가 아닌 딸이라 해서 무덕의 증조모가 무척 서운해했다는 이야기가 전한다.[7] 그의 증조모는 첫아들을 낳지 못한 어린 손자며느리 도메에게 노골적으로 서운한 내색을 했다고 한다. 나중에 사내아이 무덕이 태어나자 어찌나 뛸 듯이 기뻐했는지 동네 사람들이 흉을 볼 정도였다.[7]

- 도고 시게노리가 태어나기 직전인 1880년 촌민 남자 364명이 연명해 가고시마 현청에 사적(士籍)에 편입시키라는 탄원서를 내기도 했다. 이 탄원에 서명한 이들의 명단에 수승의 아버지 박이구의 이름이 들어있었다. 그러나 이 탄원은 끝내 무시되었다.[5]

- 도고 시게노리는 겉으로는 도공 박씨의 후손이라는 것을 숨겼지만 가보지 못한 조선을 그리워했다고 한다.[4] 국장 시절 조선에서 최초로 외교관 시험에 합격, 일본 외무성 과장으로 부임했던 직원에게 자신도 조선인의 피를 이어받았다고 토로하며 격려하기도 했다.[4] 그는 경주시 출신인 이 외교관에게 독립된 한국을 위해 봉사하려면 열심히 배우라고 충고를 해주기도 했다는 것이다.

- 사위이자 양자인 도고 후미히코 역시 외교관이다. 후미히코는 김대중 납치 사건과 문세광 사건 당시 한국 내의 반일 감정과 일본내의 반한 감정 확산을 막고 사태 조절에 힘썼다. 1973년 한일 각료회의 때 외무성 심의관으로 한국을 방문, 김대중납치사건을 처리했다. 문세광의 74년 육영수 여사 저격사건 뒤 한국을 재방문, 사건수습에 진력했다고 한다.[4]

- 도고 시게노리의 고향인 나에시로가와의 도공 심수관 14대인 심혜길(沈惠吉)은 아버지의 부탁으로 당시 와세다 대학 재학 중 아홉 차례나 시게노리를 면회하러 다녔다고 한다. 심혜길의 회고에 의하면 시게노리는 고향의 과자조각을 싸들고 가면 반갑게 맞아줬다고 한다.[10]

## 같이 보기
- 다마야마 신사(단군 신사) - 도고 시게노리의 어머니 박토메는 이 신사에 하루도 거르지 않고 참배했다고 한다
- 아라이 쇼케이(박경재)
- 우장춘
- 박평의
- 심수관
- 심당길
- 이삼평
- 여대남
- 이경보